# 양자 (에너지)

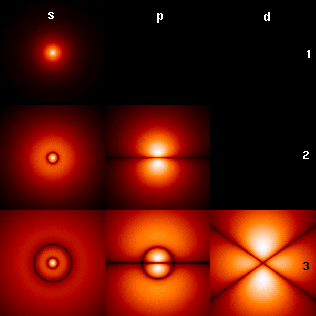

양자(量子, 영어: quantum, 복수형 quanta)는 더 이상 나눌 수 없는 에너지의 최소량의 단위로, 물리학에서 상호작용과 관련된 모든 물리적 독립체의 최소단위이다. 이 개념의 기저에는 물리적 성질의 기본요소가 "양자화"되어 있다는 생각이 깔려 있으며, 그 생각을 "양자화 가설"이라 한다. 말인즉슨 물리적 성질의 크기가 특정 이산(離散)값으로만 정해질 수 있다는 것이다.
광자는 빛의 단일 양자이며, 이에 따라 '광양자'라고도 부른다. 원자에 속박된 전자의 에너지도 양자화되어 있으며, 이에 따라 원자는 안정화되고 물질도 안정화된다. 비슷하게 결정 격자 진동의 단위 입자도 음향양자로 번역될 수 있는 '포논'이라고 한다. 양자역학 이론의 일부로서, 양자 개념은 물리학자들에게 미시세계의 특성을 설명하고 이해하기 위한 근본 골조의 일부로 여겨지고 있다.

## 양자의 어원
"quantum"라는 낱말은 라틴어의 "quantus"에서 유래했다. 이것은 "얼마나 많이how much"라는 뜻이다. "전기양자quanta of electricity"(전자)를 줄인 말이고, "양자quantum"라는 말은 1902년에 필리프 레나르트가 쓴 광전자 효과 기사에서 처음 나왔다. 레나르트는 헤르만 폰 헬름홀츠가 이 단어를 전기학 분야에서 처음 사용했다고 언급하였다. 하지만 양자라는 말은 1900년 이전에도 널리 사용하였다. 이 단어는 보통 내과의사들이 적당량quantum satis 등의 형태로 사용했다. 헬름홀츠와 율리우스 폰 마이어는 물리학자이면서 동시에 의사였다. 헬름홀츠는 마이어의 연구를 논하면서 열을 가리킬 때 "양자quantum"라는 말을 사용했다. 실제로 1841년 7월 21일에 쓰여진 마이어의 편지에서 열역학 제1법칙 방정식을 설명할 때 "양자quantum"라는 단어가 있다. 막스 플랑크는 "양자quantum"를 "물질과 전기의 양자", 그리고 기체와 열에 사용했다. 1905년, 플랑크의 연구와 "전기의 양자"라는 표현을 사용한 레나르트의 연구에 응한 알베르트 아인슈타인은 방사선이 공간적으로 분리된 뭉치로 이루어져 있다는 가설을 제기했고, 그 뭉치를 "광양자"라고 칭했다.

## 양자개념 시초
방사선 복사의 양자화 개념은 1900년 막스 플랑크가 흑체복사를 설명하려고 도입하며 시작하였다. 에너지가 매우 작고 이산적인 덩어리(플랑크는 이것을 "에너지 요소, Energy element"라고 칭했다)의 형태로만 흡수 또는 방출된다고 가정하여, 플랑크는 가열한 물체의 색이 변하는 이유를 설명하였다. 1900년 12월 14일, 플랑크는 자신의 혁명적 발견을 독일 물리학회에 발표했고, 양자화 개념을 흑체복사 연구의 일부분으로 처음 소개했다. 실험의 결과로 플랑크는 플랑크 상수로 알려진 숫자값 하(ℎ)를 계산해냈고, 아보가드로-로슈미트 수와 전하 단위의 더욱 정확한 값을 독일 물리학회에 보고하였다. 그가 이론을 입증한 뒤, 이 이론으로 플랑크는 1918년 노벨 물리학상을 수상했다.

## 추가 자료
- B. Hoffmann, The Strange Story of the Quantum, Pelican 1963.
- Lucretius, On the Nature of the Universe, transl. from the Latin by R.E. Latham, Penguin Books Ltd., Harmondsworth 1951. There are, of course, many translations, and the translation's title varies. Some put emphasis on how things work, others on what things are found in nature.
- J. Mehra and H. Rechenberg, The Historical Development of Quantum Theory, Vol.1, Part 1, Springer-Verlag New York Inc., New York 1982.
- M. Planck, A Survey of Physical Theory, transl. by R. Jones and D.H. Williams, Methuen & Co., Ltd., London 1925 (Dover editions 1960 and 1993) including the Nobel lecture.
- Rodney, Brooks (2011) Fields of Color: The theory that escaped Einstein. Allegra Print & Imaging.

## 같이 보기
- 양자 도약(en:Atomic electron transition, atomic transition, quantum jump, quantum leap)